# Miracolo di sant'Ambrogio
Il Miracolo di sant'Ambrogio è un dipinto tempera su tavola (28x52,5 cm) eseguito da Filippo Lippi e aiuti come scomparto di predella dell'Incoronazione Maringhi, databile al 1439-1447 circa ed oggi conservato nella Gemäldegalerie di Berlino.
La scena mostra una guarigione miracolosa di un fanciullo, derivata dalle agiografie medievali del santo, ambientata in una stanza piena di donne che assistono stupefatte all'evento. Esse sono ritratte in atteggiamenti vari ed informali e con le fisionomie fortemente caratterizzate, come veri e propri ritratti. L'impostazione prospettica della stanza, scorciata secondo una visione grandangolare, è ripresa dalla pittura fiamminga, così come l'apertura sullo sfondo della finestra e dell'arco, che permettono di vedere il paesaggio. Notevole è la capacità del maestro di rendere la consistenza degli abiti, curando il chiarosuro del panneggio, oppure la resa della tenda leggera e vaporosa che copre il letto a sinistra.
La griglia prospettica è sottolineata dalla decorazione del pavimento. Da ciò ne deriva una costruzione prospettica molto più solida che non nella pala, il che ha fatto ipotizzare che la tavoletta sia da ascrivere alla fase finale della commissione, verso il 1447.